# Константинове (Мядельський район)
Константинове (біл. вёска Касьцянцінавое) — село в складі Мядельського району Мінської області, Білорусь. Село підпорядковане Свірській сільській раді, розташоване в північній частині області.